# War of the Vikings
War of the Vikings ist ein Mehrspieler-Actionspiel des schwedischen Spieleentwicklers Fatshark. Das Spiel behandelt die Wikingerzeit im Krieg zwischen den beiden Völkern Sachsen und Wikinger.
Der Fokus liegt auf dem Kampfsystem.
Die Server des Spiels wurden auf Grund zu geringer Spielerzahlen abgeschaltet, womit das Spiel nun nicht mehr spielbar ist. Ein LAN-Modus wurde nicht implementiert, da es keine Entwickler mehr gibt, die an dem Spiel arbeiten.

## Spielprinzip
War of the Vikings wird aus der Third-Person-Perspektive mit bis zu 64 Spielern pro Partie bzw. Server gespielt. Das Spiel orientiert sich von seiner Spielmechanik her stark an seinem Vorgänger War of the Roses sowie an dem von TaleWorlds entwickelten Spiel Mount & Blade.
Es gibt drei vorgefertigte Klassen. Vor jedem Kampf entscheidet man sich zwischen den drei Klassen, den schweren Huscarl mit dicker Rüstung und zweihändigem Schwert, Allrounder-Schwertkämpfer mit mittlerer Rüstung, Schild und Einhandschwert, sowie dem Bogenschützen mit leichter Rüstung und Fernkampfwaffe.
Wenn man eine Klasse ausgewählt hat, kann man optional noch einer Rotte beitreten.
Der Spieler kann eigene Klassen erstellen, indem er seinen Charakter individuell ausrüstet.

### Kampfsystem
Die Steuerung erfolgt über Tastatur und Maus, indem versucht wird, seinem Gegner möglichst viel Schaden zuzufügen, bis hin zum Kill. Wahlweise mit Tastatur oder Maus (durch die Tastenbelegung WASD oder das Bewegen der Maus in die jeweilige Richtung) kann man die Richtungsangabe bestimmen, in welche der Charakter schlagen oder blocken soll. Beim Fernkämpfer versucht man durch möglichst präzises Zielen den Gegner zu treffen.

## Rezeption
Das Spiel erhielt im Gegensatz zu seinem Vorgänger zum Großteil schlechtere Wertungen, beispielsweise wegen seines hektischen Gameplays. Bewertungen in Computerzeitschriften:
- GameStar: 75/100[3]
- 4Players: 59 %[4]
- Metacritic: Metascore von 62, Userscore von 6.1[5]